# Ioannes Koukouzelis

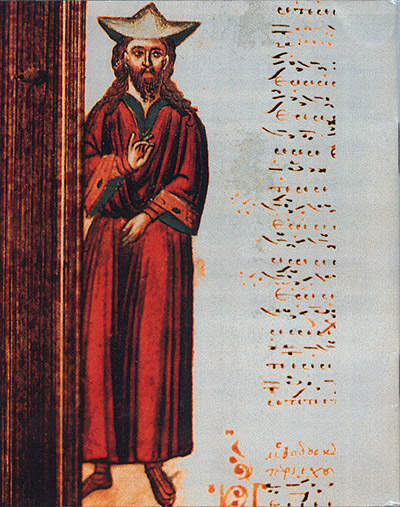
Ioannes Koukouzelis

Ioannes Koukouzelis (Bulgaars: Йоан Кукузел, Joan Koekoezel; Albanees: Jan Kukuzeli) (Durrës, omstreeks 1280 – Athos, omstreeks 1360) was een middeleeuwse componist, zanger en hervormer van de oosters-orthodoxe kerkmuziek.
Koukouzelis werd geboren in de stad Durrës (Drach) aan de Adriatische kust van modern Albanië in de late 13de eeuw uit een Bulgaarse moeder; zijn vader overleed voortijdig. Koukouzelis werd in Constantinopel opgeleid aan de hofzangschool en verwierf roem als een van de meest gezaghebbende componisten van zijn tijd. Als beschermeling van de Byzantijnse keizer en vooraanstaand koorzanger, verhuisde hij naar de berg Athos en leidde daar een leven als een monnik in het grote Lavraklooster. Omwille van zijn vocale kwaliteiten werd hij de Engelachtige stem genoemd.
Koukouzelis introduceerde een melodieuze stijl en navenant repertoire en schiep de laat-Byzantijnse methode van muzieknotatie, die naar hem werd genoemd. Ongeveer 90 werken in alle kerkstijlen bleven bewaard.
Koukouzelis wordt beschouwd als de meest invloedrijke componist van zijn tijd. Later werd hij als heilige erkend door de Oosters-orthodoxe Kerk, zijn naamdag valt op 1 oktober. Hoewel zijn etnische afkomst niet vaststaat (zijn moeder zou Bulgaarse zijn), wordt hij door de Albanezen opgeëist als een van hen, omwille van zijn geboorteplaats, en tevens door de Macedoniërs.
Zijn achternaam is samengesteld uit de Griekse woorden voor bonen en kool.
De Grieken houden ook de traditie gaande dat zijn achternaam eigenlijk Papadopoulos zou zijn geweest en niet Koukouzelis, een naam die hij pas later verwierf. Er is vaak beweerd dat Koukouzelis betekent: degene die handelt in peulvruchten (van het Griekse woord κουκιά (koukia=bonen) en ζέλια (zelia=erwten)).
- Bibliothèque nationale de France: cb13896128x (data)
- Gemeinsame Normdatei: 118725297
- International Standard Name Identifier: 0000 0000 7981 199X
- Library of Congress Control Number: n80053363
- MusicBrainz: 829d9fdc-8ead-4727-a177-bc7ee18b7890
- Nationale Bibliotheek van Tsjechië: js2006358560
- Nationale Bibliotheek van Polen: a0000002610644
- Réseau des bibliothèques de Suisse occidentale: 02-A000099811
- Système universitaire de documentation: 18847983X
- Virtual International Authority File: 7379151778233718130004